# Romance way
『Romance way』（ロマンス・ウェイ）は、ISSEIのメジャー・デビュー・シングル。2007年2月21日にハピネットよりリリースされた。

## 解説
「Romance way」はOVA『お金がないっ』オープニングテーマに、c/wの「True Man Show」はラジオ関西『お金がほしいっ!!!』エンディングテーマに使用された。

## 収録曲
作詞・作曲：ISSEI 編曲：KAKI
1. Romance way
2. True Man Show
3. Romance way (Instrumental)
4. True Man Show (Instrumental)